# Buser
A Buser é uma empresa brasileira que oferece um aplicativo para telefones celulares no qual é possível comprar passagens para diversas cidades brasileiras a preços mais baratos do que o valor base cobrado pelas empresas de viação tradicionais. É conhecida como "Uber de ônibus".

## Histórico
A Buser foi criada em 2017 é a principal empresa de ônibus por app atuante no estado de Minas Gerais. A Buser contava em 2021 com mais de 4 milhões de pessoas cadastradas. No ano de sua criação, A Buser chamou a atenção de fundos de investimento em startups e logo no segundo semestre fechou uma rodada de investimento Serie C no valor de R$ 700 milhões, junto aos fundos Canary, Yellow Ventures e Fundação Estudar Alumni partners.
Em 2022 a Buser trouxe Thiago Avelino para compor o time executivo, com a responsabilidade de liderar o time de tecnologia e produto.